# Superfosfato

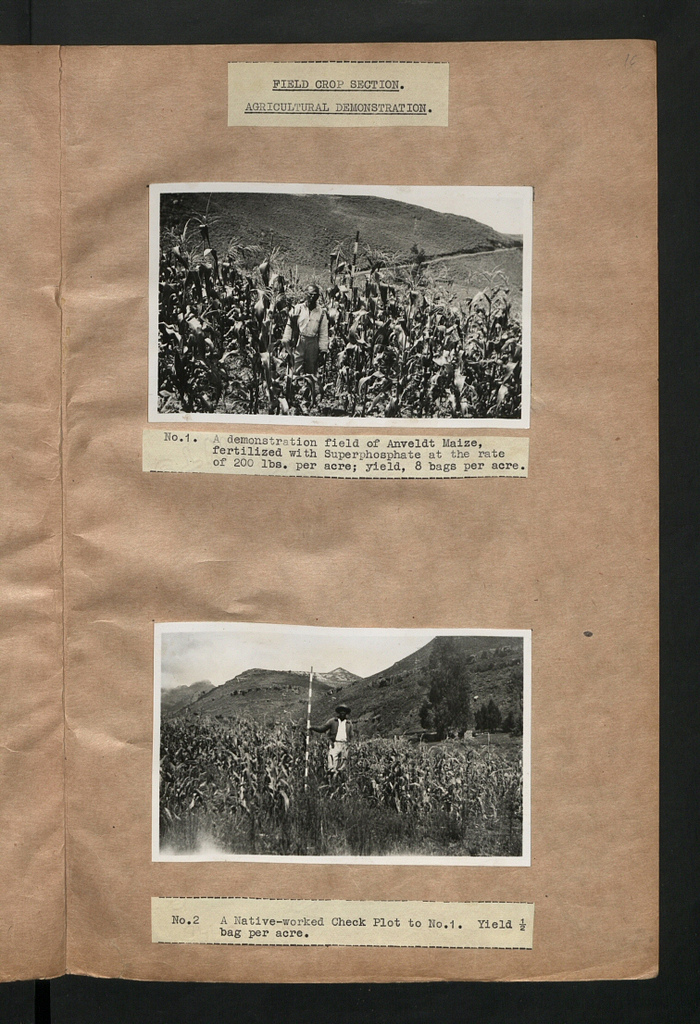
Demostración de la diferencia entre un campo de maíz fertilizado con superfosfato y otro no fertilizado.

El superfosfato es un fertilizante químico que se sintetizó por primera vez en la década de 1840 haciendo reaccionar huesos con ácido sulfúrico. Posteriormente, el proceso se mejoró haciendo reaccionar coprolitos de fosfato con ácido sulfúrico. Posteriormente se descubrieron y utilizaron otros depósitos ricos en fosfatos, como la fosforita. El fosfato soluble es un nutriente esencial para todas las plantas y la disponibilidad de superfosfato revolucionó la productividad agrícola.

## Historia
Los primeros fertilizantes ricos en fosfatos se elaboraban a partir de guano, estiércol animal o huesos triturados.  Estos recursos eran tan valiosos durante la Revolución Industrial que cementerios y catacumbas de toda Europa fueron saqueados en busca de huesos humanos para satisfacer la demanda.
En 1842, el reverendo John Stevens Henslow encontró coprolitos (estiércol de dinosaurio fosilizado) en los acantilados del sur de Suffolk, en Inglaterra. Conocía investigaciones anteriores realizadas en Dorset por William Buckland, que demostraban que los coprolitos eran ricos en fosfato que podía ponerse a disposición de las plantas mediante disolución en ácido sulfúrico. John Bennet Lawes, que cultivaba en Hertfordshire, se enteró de estos descubrimientos y llevó a cabo su propia investigación en su granja de Rothamsted (más tarde una estación de investigación agrícola) y nombró al producto resultante «superfosfato de cal». Patentó el descubrimiento y en 1842 comenzó a producir superfosfato a partir de estiércol de dinosaurio fosilizado a escala industrial; este fue el primer abono químico producido en el mundo.
Edward Packard, reconociendo la importancia del trabajo de Lawes, convirtió un molino en Ipswich para producir este nuevo fertilizante a partir de coprolitos excavados en el pueblo de Kirton. Trasladó su operación en la década de 1850 a Bramford, junto a una nueva fábrica similar operada por Joseph Fisons. Estas operaciones fueron destinadas posteriormente a formar parte de la empresa de fertilizantes Fisons. La calle donde se encontraba el molino original todavía se llama calle Coprolite.

## Importancia agrícola
Todas las plantas y animales necesitan compuestos de fósforo para llevar a cabo su metabolismo normal aunque en el caso de las plantas puede constituir tan solo el 2% de su materia seca. El fósforo puede presentarse en forma de fosfatos inorgánicos solubles o de compuestos orgánicos que contienen fósforo. En la célula viva, la energía se acumula o gasta mediante una compleja gama de procesos bioquímicos que implican la transformación de trifosfato de adenosina en difosfato de adenosina cuando se gasta energía y lo contrario cuando se acumula energía, como en la fotosíntesis.
El superfosfato es relativamente barato en comparación con otras fuentes disponibles de fosfato. El precio más bajo contribuye a su adopción generalizada, particularmente en las regiones en desarrollo donde los costos de los insumos agrícolas son una consideración importante.
El destino de los fosfatos en el suelo es complicado ya que forman fácilmente complejos con otros minerales como arcillas y sales de aluminio y hierro, y en general, pueden no estar disponibles para las plantas, excepto por la intemperie y mediante la acción de las bacterias y el microbioma del suelo. La ventaja de los fertilizantes superfosfato es que una proporción significativa del contenido de fosfato es soluble y está inmediatamente disponible para las plantas. De este modo proporciona un impulso muy rápido al crecimiento de las plantas. Sin embargo, la compleja dinámica del suelo tiende a inmovilizar el fosfato en complejos minerales o ligandos orgánicos, reduciendo la disponibilidad para las plantas. Los fosfatos también se pierden en el suelo y en el entorno vegetal cuando los cultivos son cosechados o consumidos por los animales o, de otro modo, se pierden en el sistema local. Los fosfatos tienden a estar fuertemente unidos a los sedimentos finos del suelo. La lixiviación de sedimentos del suelo puede provocar concentraciones elevadas de fosfato en el curso de agua receptor.
La adición de fósforo como superfosfato permite obtener rendimientos agrícolas mucho mayores. Aunque hay cierta reposición del fósforo del suelo a partir de fuentes minerales y liberación de los complejos del suelo mediante mecanismos físicos y biológicos, la tasa de resolubilización es demasiado baja para sustentar la productividad agrícola moderna. El fósforo orgánico contenido en la materia vegetal o animal se resolubiliza mucho más fácilmente a medida que el material se descompone mediante la acción microbiana.
Sin embargo, la cualidad clave que hizo que el superfosfato fuera tan atractivo (la solubilidad del fosfato) también creó una demanda constante del producto, ya que las sales solubles de fósforo y el fosfato unidos a sedimentos finos se eluyen de los campos a ríos y arroyos, donde se pierden para la agricultura. pero ayudan a fomentar una eutrofización no deseada.

## Fabricación
Los superfosfatos se fabrican en los principales centros industriales del mundo, incluidos Europa, China y Estados Unidos. En 2021 se produjeron alrededor de 689.916 toneladas de superfosfato, más de la mitad de las cuales procedieron de Polonia y cantidades sustanciales de Indonesia, Bangladesh, China y Japón.

## Formulaciones

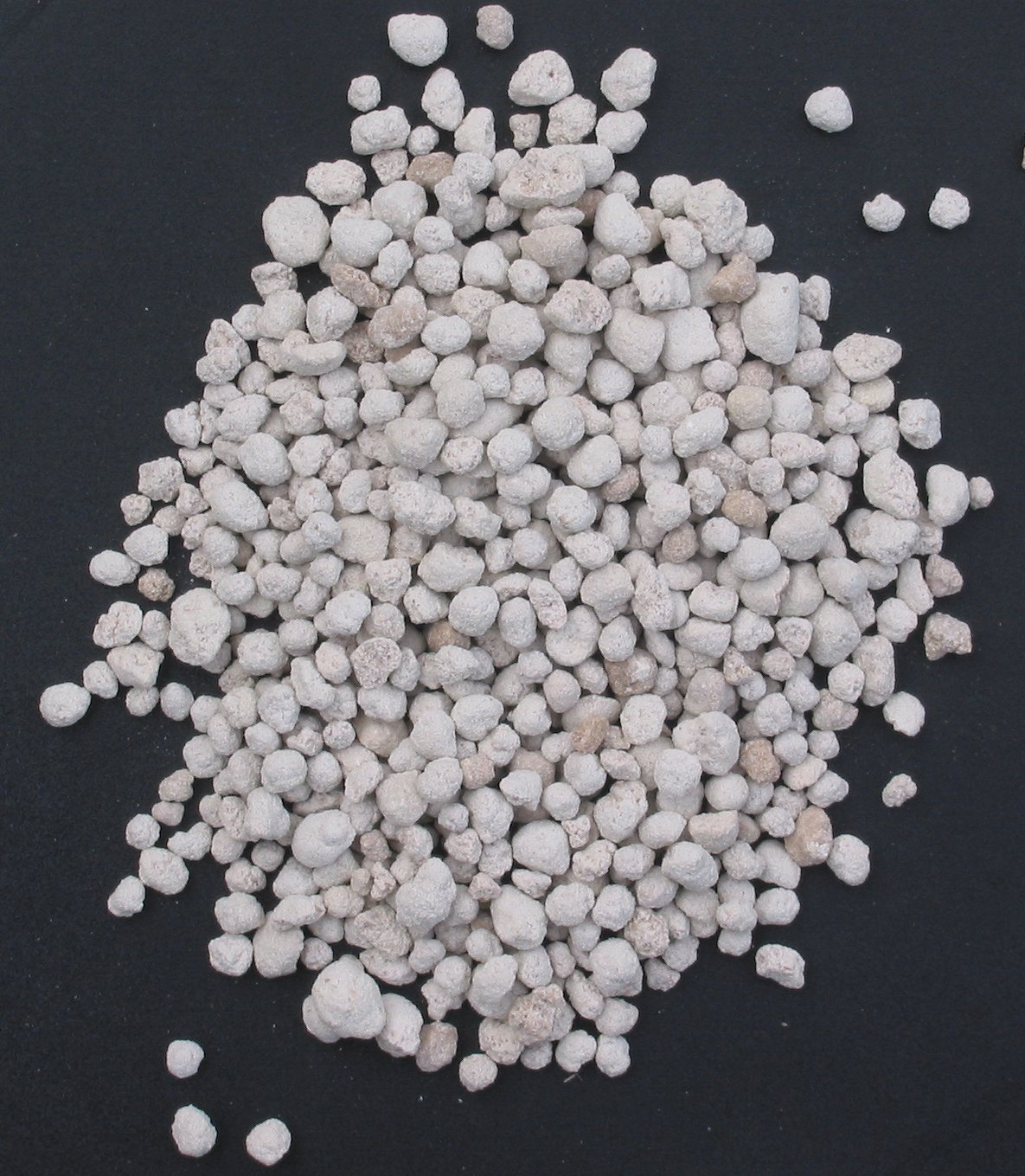
Triple fosfato

Todas las formulaciones de superfosfato contienen una proporción significativa de iones de fosfato solubles y disponibles, que es la cualidad clave que las ha hecho esenciales para la agricultura moderna.

### Superfosfato simple
El superfosfato simple se produce utilizando el método tradicional de extracción de roca fosfórica con ácido sulfúrico, una mezcla aproximada de 1:1 de Ca(H
2PO
4)
2 y CaSO
4.

### Superfosfato doble
El término «superfosfato doble» se refiere a una mezcla de superfosfato triple y simple, resultante de la extracción de roca fosfórica con una mezcla de ácidos fosfórico y sulfúrico.

### Superfosfato triple
El superfosfato triple es un componente de muchos fertilizantes patentados. Se compone principalmente de fosfato monocálcico, Ca(H
2PO
4)
2. Se obtiene tratando la roca fosfórica con ácido fosfórico. Muchos fertilizantes patentados se derivan del superfosfato triple, por ejemplo mezclándolo con sulfato de amonio y cloruro de potasio. El superfosfato triple típico de calidad fertilizante contiene un 45%P
2O
5 eq, superfosfato simple 20%P
2O
5.

## Impactos adversos del superfosfato
El uso continuo de superfosfato puede provocar la acidificación del suelo, particularmente en suelos mal amortiguados, alterando los niveles de pH y potencialmente limitando la disponibilidad de nutrientes. Esto requiere un monitoreo y manejo cuidadosos del pH del suelo para prevenir la degradación del suelo a largo plazo.
La producción y el transporte producen cantidades importantes de CO2 que, según algunas estimaciones, ascienden a 1,2 kg/kg para la fabricación de superfosfato y 238 g/kg para el transporte. Otras fuentes señalan que suponiendo que todo el azufre del ácido sulfúrico se recupere del endulzamiento del petróleo y el gas, y que la reacción para producir superfosfato sea exotérmica: siempre que el calor generado se reutilice por completo, todo el ciclo puede tener un efecto negativo. huella de carbono tan baja como -518 g/kg solo para la producción.
Si bien el superfosfato enriquece el suelo con fósforo, una aplicación excesiva o desequilibrada puede alterar las proporciones de nutrientes, provocando deficiencias o toxicidades en las plantas. Están surgiendo pruebas de que niveles elevados pueden estar asociados con infecciones mortales por Phytophthora cinnamomi. Las prácticas de fertilización sostenibles, incluidas las pruebas del suelo y las aplicaciones específicas, son esenciales para mitigar este riesgo.
La disponibilidad de rocas adecuadas ricas en fosfato es limitada y las estimaciones del «pico de fósforo» varían entre 30 años a partir de 2022, o entre 2051 y 2092. A medida que aumenta la población humana y aumenta la demanda de alimentos, la disponibilidad de fertilizantes superfosfato en el futuro puede ser menos segura, lo que sugiere que es posible que sea necesario desarrollar fuentes alternativas de fosfato.
Un número significativo de plantas, especialmente aquellas que evolucionaron en Gondwanalandia, tienen sensibilidad al exceso de fósforo, obteniendo todo lo que necesitan de asociaciones con micorrizas arbusculares. Ejemplos de plantas que son intolerantes a la aplicación de superfosfato incluyen Hakea prostrata y Grevillea crithmifolia. Muchas orquídeas terrestres que dependen de asociaciones de micorrizas pueden tener sensibilidades similares a niveles elevados de fosfato y las poblaciones pueden verse suprimidas mediante aplicaciones de fertilizantes que contienen superfosfato.
La eutrofización de ríos, lagos y mares tiene un vínculo muy bien documentado con el aumento de las concentraciones de fosfato. Sin embargo, es difícil descubrir la contribución del uso de superfosfato a este problema debido a la amplia gama de otras fuentes de compuestos de fósforo en los flujos de desechos humanos y animales. Los problemas recientes en el río Wye se remontan a la cría intensiva de aves de corral y el exceso de fosfato proviene del estiércol de pollo mal gestionado.